# Salle du 24 Février
La Salle omnisports du 24 février,, (en arabe : قاعة أرزيو الرياضية), également appelée Salle omnisports est un équipement sportif situé à Arzew, en Algérie. La capacité de cette arène est de 3 000 spectateurs.

## Événements importants
- Finale du Championnat d'Algérie masculin de handball 2013-2014
- Handball aux Jeux méditerranéens de 2022